# Canford Cliffs
Canford Cliffs – część miasta Poole w Anglii, w hrabstwie ceremonialnym Dorset, w dystrykcie (unitary authority) Bournemouth, Christchurch and Poole, nad kanałem La Manche. Leży 36 km na wschód od miasta Dorchester i 155 km na południowy zachód od Londynu. W 2001 miejscowość liczyła 7622 mieszkańców.